# پیرسون (ویسکانسین)
پیرسون (به انگلیسی: Pearson) یک منطقهٔ مسکونی در ایالات متحده آمریکا است که در شهرستان لانگلاد، ویسکانسین واقع شده‌است. پیرسون ۴۶۵٫۱۳ متر بالاتر از سطح دریا واقع شده‌است.